# Erzbistum Miami
Das Erzbistum Miami (lat.: Archidioecesis Miamensis) ist eine Diözese der römisch-katholischen Kirche mit Sitz in Miami, Florida (USA).
Das Erzbistum umfasst die Gebiete Broward County, Miami-Dade County und Monroe County. Es ist Träger mehrerer Privatschulen, darunter der St. Thomas Aquinas High School in Fort Lauderdale.

## Geschichte
Das Bistum Miami wurde am 25. Mai 1958 aus dem Bistum Saint Augustine herausgelöst und unterstand danach dem Erzbistum Baltimore als Suffraganbistum. Am 10. Februar 1962 wurde es als Suffragandiözese der Kirchenprovinz Atlanta zugeordnet.
Am 2. März 1968 wurden aus dem Territorium des Bistums Miami Gebiete zur Neugründung der Bistümer Orlando und Saint Petersburg abgetrennt und Miami zum Erzbistum mit Metropolitansitz erhoben. Am 16. Juni 1984 wurden weitere Gebiete zur Errichtung der Bistümer Palm Beach und Venice abgetrennt, die ihm wiederum als Suffraganbistümer unterstellt wurden.

## Bischof von Miami
1. Coleman Francis Carroll (1958–1968)

## Erzbischöfe von Miami
1. Coleman Francis Carroll (1968–1977)
2. Edward Anthony McCarthy (1977–1994)
3. John Clement Favalora (1994–2010)
4. Thomas Gerard Wenski (seit 2010)

## Weblinks

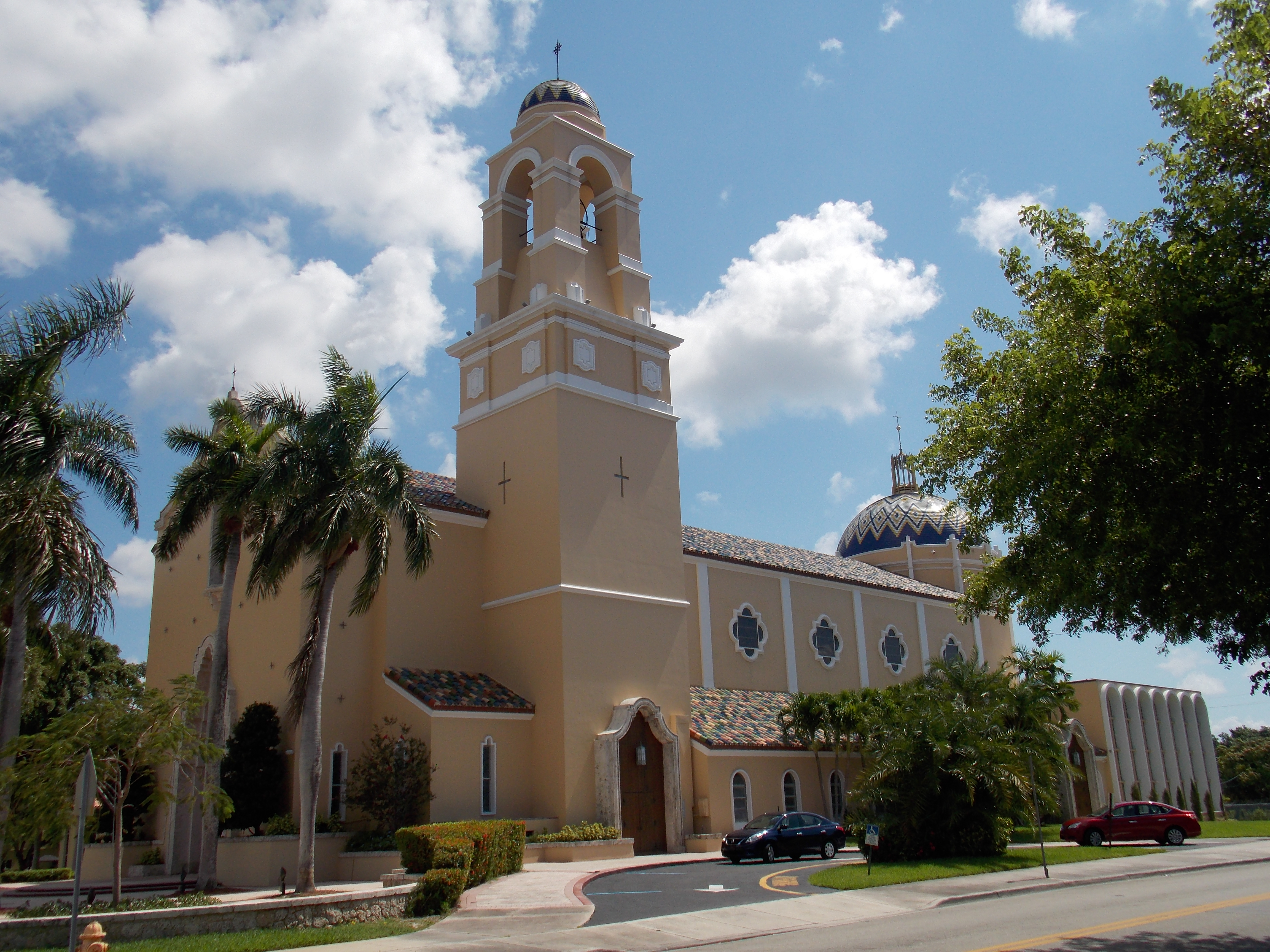
Kathedrale Saint Mary